# Troll Ferenc
Troll Ferenc (Hajós, Pest megye, 1818. december 22. – Pécs, 1905. november 17.) választott püspök, pécsi nagyprépost.

## Élete
Középiskoláit Baján, a filozófiát és teológiát Pécsett végezte. 1843. május 12-én szentelték pappá és káplánnak Felsőmindszentre, majd Pécs-Buda külvárosba küldték. 1846-ban Scitovszky János, a későbbi hercegprímás meghívta a pécsi aulába iktatónak. 1847-ben szentszéki jegyző, 1848-ban titkár, 1850-ben szentszéki ülnök, 1855-ben a szegények szentszéki ügyvédje, 1862-ben tiszteletbeli kanonok, szentszéki ügyész és püspöki irodaigazgató lett. 1869-ben kanonokká nevezte ki ő felsége, 1894-ben nagyprépost lett. 1881-ben a III. osztályú vaskoronarendet kapta. Apostoli protonatius (1884), pápai praelatus, sárosi apát, zsinati vizsgáló, a jeruzsálemi szent sír csillagkeresztese, XIII. Leó pápa arany érdemkeresztjének commendatora, a római Arcadia és Akadémia Tiberina tagja volt. 1893-ban trebinjei választott püspöknek és 1898-ban püspöki helynöknek nevezték ki. 1893-ban tartotta arany-, 1903-ban gyémántmiséjét. Jótékony adományai és alapítványai meghaladják a 600 000 koronát.

## Munkái
- Szent István első magyar apost. király nemzeti emlékünnepén Budán 1866.
- Pécs városának a török járom alól az 1686. okt. 14. történt megszabadulása kétszázados évfordulója. Latinból ford. Neymayer Dezső. Uo. 1887. (Költemény).
- Alkalmi szent beszéd, melyet 50 éves áldozópapi jubileuma alkalmából mondott. Uo. 1893. (Kiadta Rézbányai József).
- Jubelruf aus Ungarn zur hohen Feierlichkeit der fünfzigjährigen heiligen Priesterweihe seiner Hochwürden Dr. Wilhelm Jacobi Bischof von Hildesheim. Uo. 1896.

Kiadta Girk György pécsi püspök latin egyházi beszédeit: Sermones latini. Quinque-Ecclesiis, 1875. c.